# Johann Gottlob Harrer
Pour les articles homonymes, voir Harrer.
Johann Gottlob Harrer (né en 1703 à Görlitz, mort le 9 juillet 1755 à Carlsbad) était un compositeur allemand et le successeur de Johann Sebastian Bach comme Thomaskantor.

## Biographie
Harrer étudia la musique à Leipzig et en Italie. Il fut actif à partir de 1731 dans la chapelle du comte Heinrich von Brühl. Cela lui permit d'accéder à la position de Thomaskantor de la Thomasschule zu Leipzig à la mort de Johann Sebastian Bach en 1750, poste qu'il tint jusqu'à sa mort.
Harrer composa essentiellement de la musique instrumentale, dont 27 symphonies, 24 suites, 51 duos pour flûte et sonates pour clavecin. On possède encore de lui deux messes avec orchestre et une messe a cappella, 47 cantates, des oratorios, une passion, des psaumes et des motets.

## Sources
- (de) A. Schering, « Der Thomaskantor Johann Gottlob Harrer », dans Bach-Jahrbuch, vol. XXVII, 1931
- (de) Robert Eitner, « Harrer, Gottlob », dans Allgemeine Deutsche Biographie (ADB), vol. 10, Leipzig, Duncker & Humblot, 1879, p. 640